# Stazione di Aggius
La stazione di Aggius è una fermata ferroviaria al servizio del comune di Aggius posta nel territorio comunale di Tempio Pausania, situata lungo la ferrovia Sassari-Tempio-Palau e dal 1997 utilizzata esclusivamente nell'ambito del servizio ferroviario turistico Trenino Verde.

## Storia

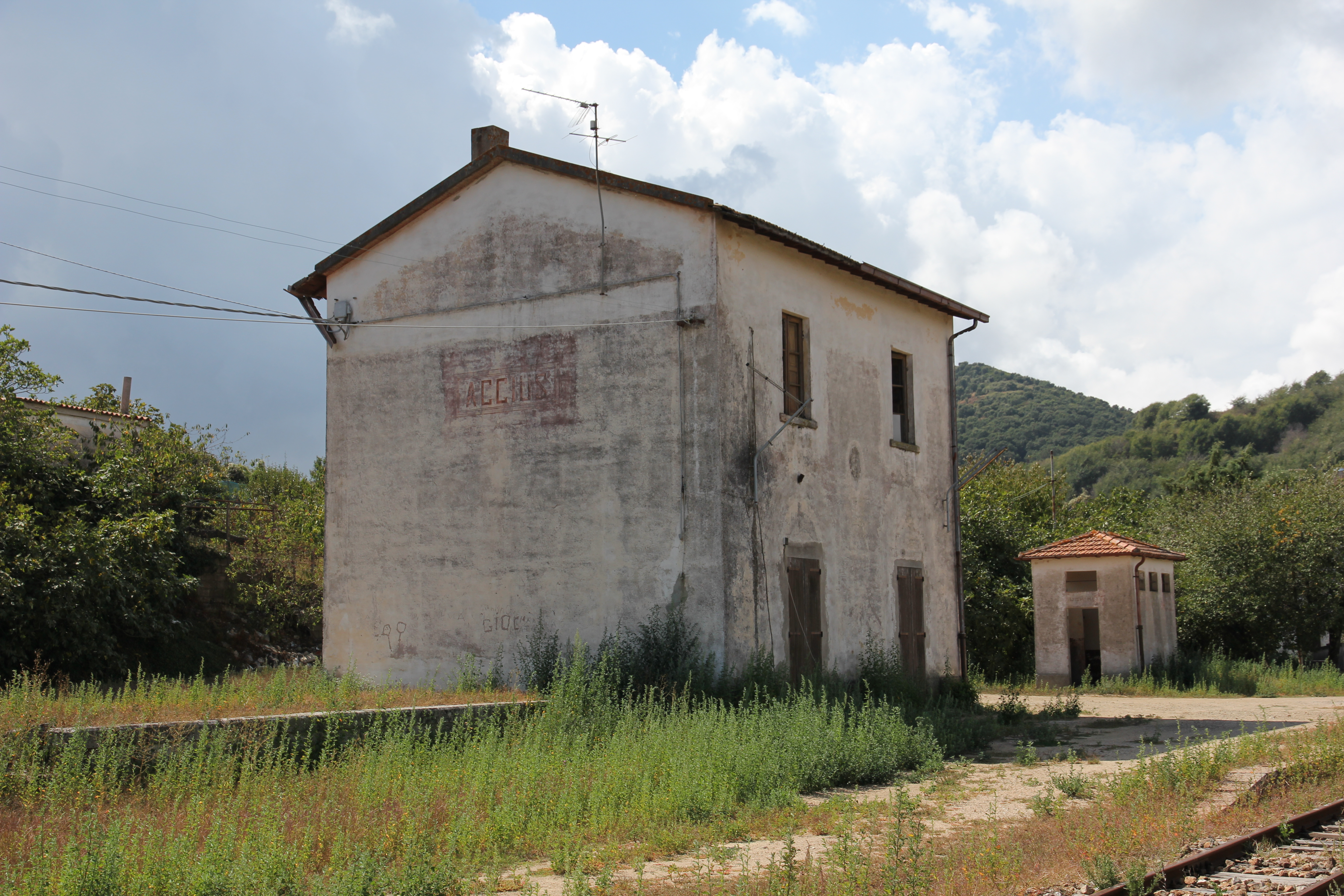
Benché denominata col nome della vicina Aggius, la fermata è posta nel comune di Tempio Pausania

La nascita dello scalo ferroviario di Aggius è legata alla costruzione tra la fine degli anni venti e l'inizio dei trenta del Novecento di una ferrovia a scartamento ridotto che collegasse Sassari con Palau, passando per Tempio Pausania.
La linea venne progettata e realizzata dalle Ferrovie Settentrionali Sarde, come anche questo impianto che fu inaugurato con il primo tronco di ferrovia il 16 novembre 1931. La gestione di stazione e ferrovia passò nel 1933 alle Strade Ferrate Sarde, a cui subentrarono nel 1989 le Ferrovie della Sardegna.
Sotto questa gestione lo scalo di Aggius perse importanza a causa della riorganizzazione del sistema dei trasporti pubblici in Sardegna che portò, fra le altre cose, alla cessazione del servizio di trasporto pubblico sulla tratta Nulvi-Palau e di conseguenza anche nella fermata che, dal 16 giugno 1997, viene utilizzata esclusivamente per scopi turistici soprattutto nel periodo estivo, nell'ambito del servizio Trenino Verde dell'ARST, dal 2010 gestore unico della linea.

## Strutture e impianti

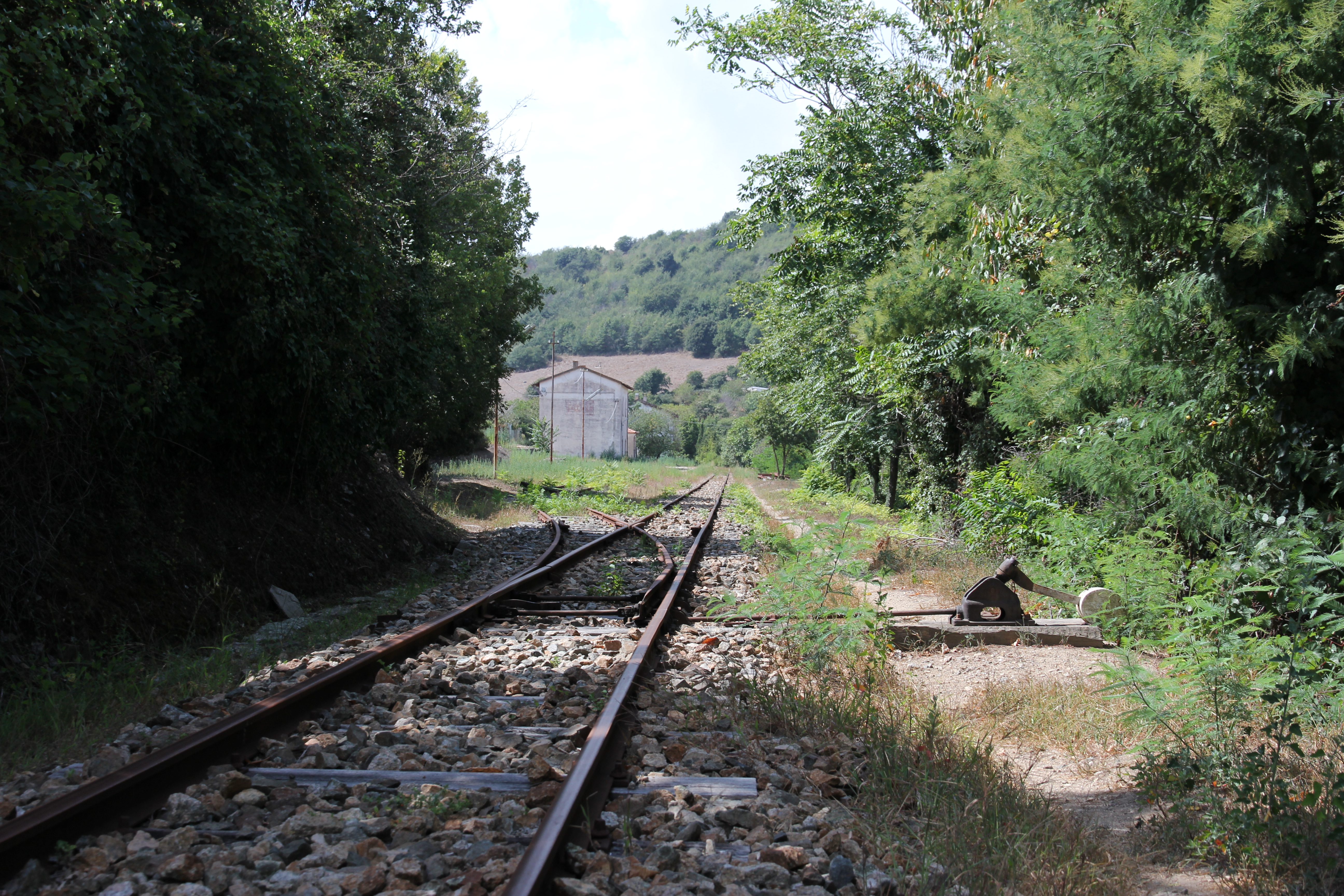
Il binario di corsa all'altezza dello scambio che immetteva nel tronchino merci

Lo scalo è ubicato in prossimità della Settentrionale Sarda, la SS 127, a circa quattro chilometri dall'abitato di Aggius e due da Tempio Pausania, di cui fa parte amministrativamente. Dista 87,3 km da Sassari e 62,9 da Palau Marina, e si trova ad un'altezza di 472 metri s.l.m.
A livello infrastrutturale la fermata dinanzi al fabbricato viaggiatori presenta il solo binario binario di corsa, avente scartamento da 950 mm e dotato di banchina. In passato da esso in direzione Tempio Pausania si distaccava il tronchino di accesso allo scalo merci, del quale resta solo un breve spezzone. L'area merci dell'impianto, dismessa, comprende anche un piano caricatore.

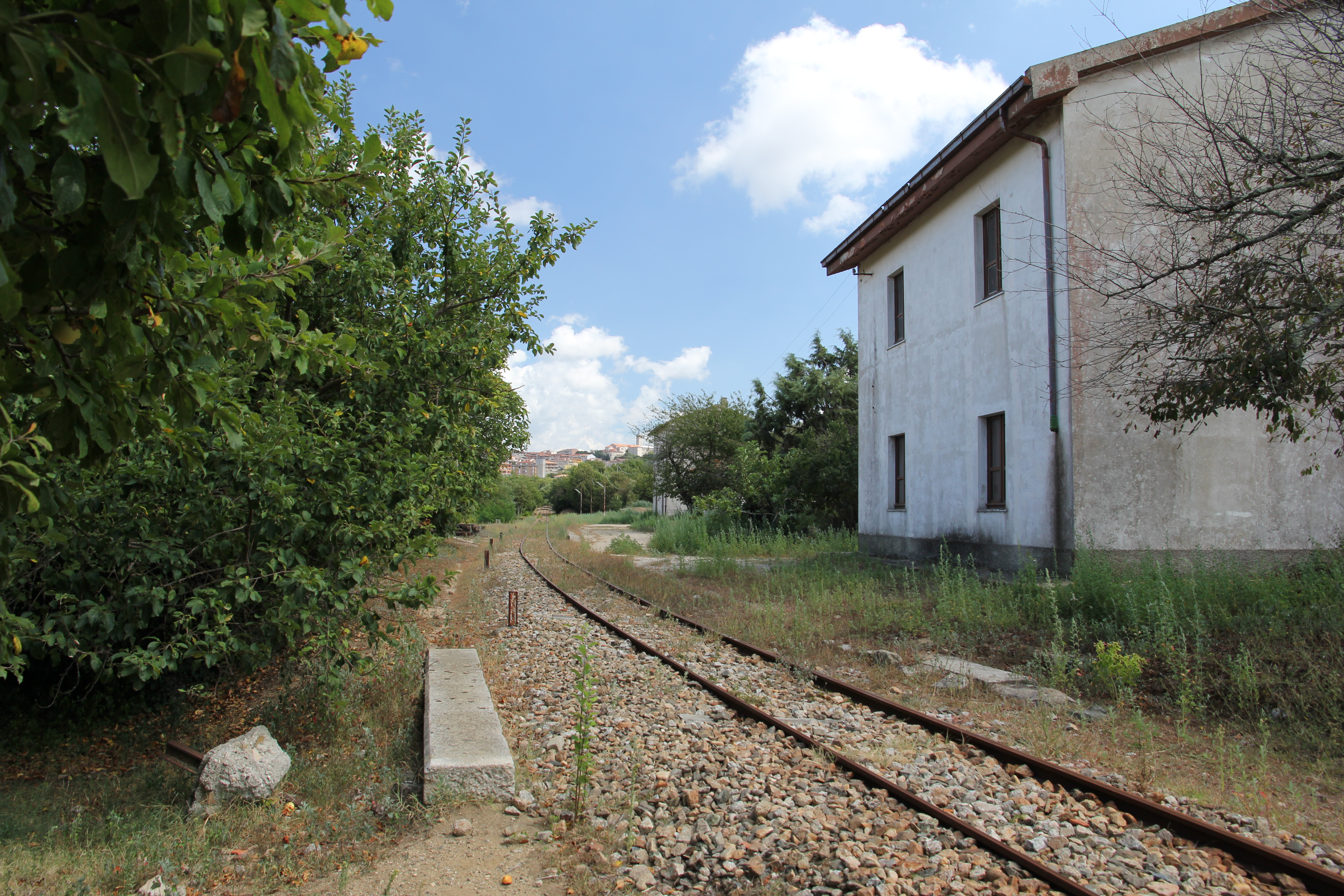
La cantoniera in prossimità della stazione. Sullo sfondo l'abitato di Tempio Pausania

Il fabbricato viaggiatori dell'impianto è un edificio a pianta rettangolare a due luci sui lati maggiori e su due piani di sviluppo. Dotato di due ingressi sulla facciata verso i binari, al 2014 si presenta in discrete condizioni di conservazione. A livello stilistico riprende le caratteristiche architettoniche comuni agli scali costruiti dalle Ferrovie Settentrionali Sarde lungo questa ferrovia e sulla Sassari-Sorso.
Nelle immediate vicinanze del fabbricato principale, sul lato est, verso Bortigiadas, è presente il piccolo edificio dei servizi igienici e più avanti di una cinquantina di metri una casa cantoniera dismessa.

## Movimento

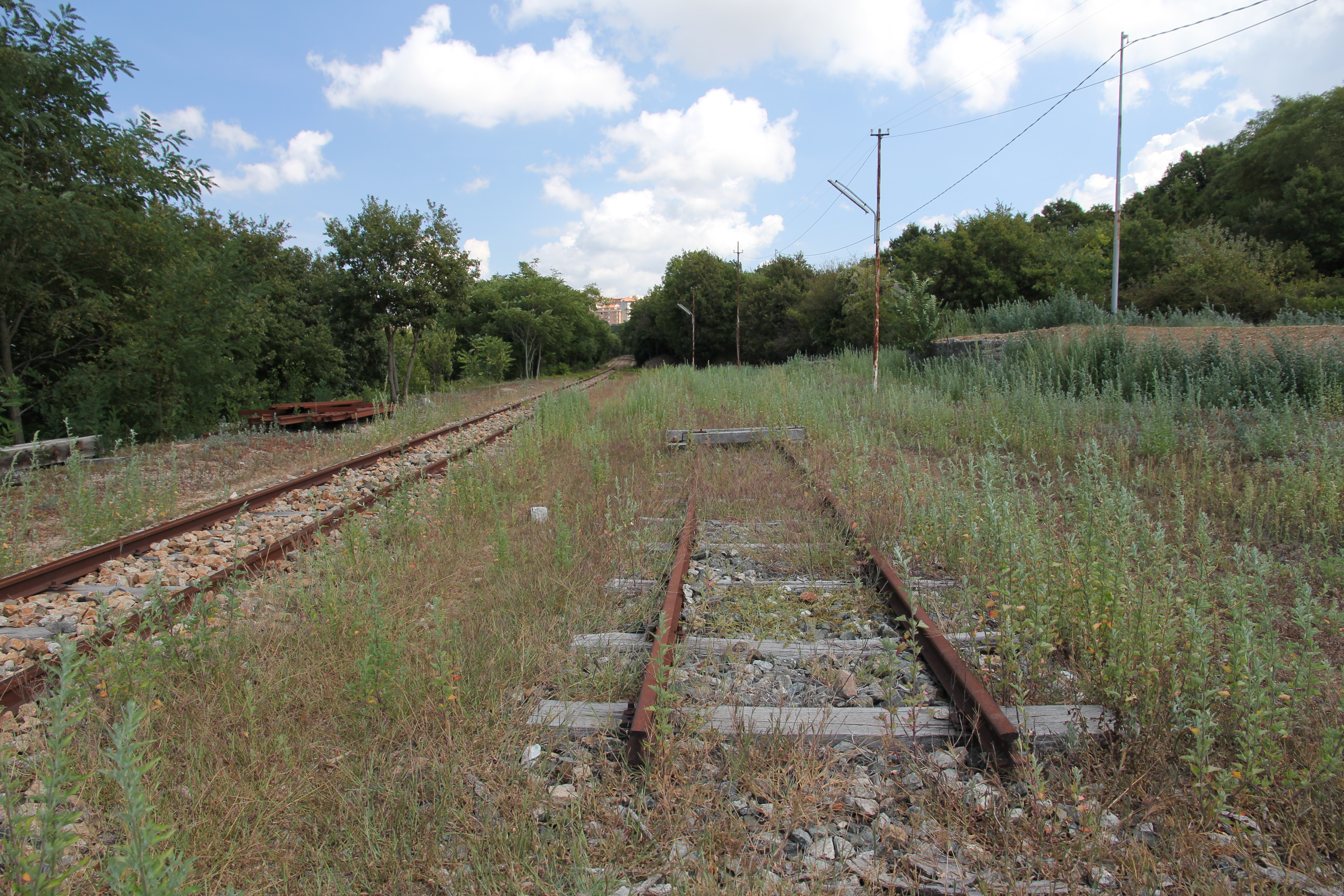
Ciò che resta del tronchino impiegato per il servizio merci, espletato nello scalo sino agli ultimi decenni del Novecento

Sino al giugno 1997, quando il tratto tra Nulvi e Palau della ferrovia fu chiuso al servizio di trasporto pubblico, la stazione era servita dai treni regionali espletati dalle varie concessionarie delle linee a scartamento ridotto del nord Sardegna, ultima delle quali la Ferrovie della Sardegna.
Da allora lo scalo di Aggius è interessato all'esclusivo traffico turistico dei convogli del Trenino Verde, sia quelli viaggianti ad hoc su richiesta dei turisti, sia quelli a calendario: per questi ultimi con riferimento al 2014 la stazione è raggiunta durante il periodo estivo da una coppia di corse tra Sassari e Palau Marina per due giorni alla settimana, fuori da questo periodo lo scalo è utilizzato solo sporadicamente da treni programmati in particolari occasioni.
Da giugno a ottobre l'area di pertinenza della stazione ospita una postazione dei mezzi dell'apparato regionale antincendi.

## Servizi

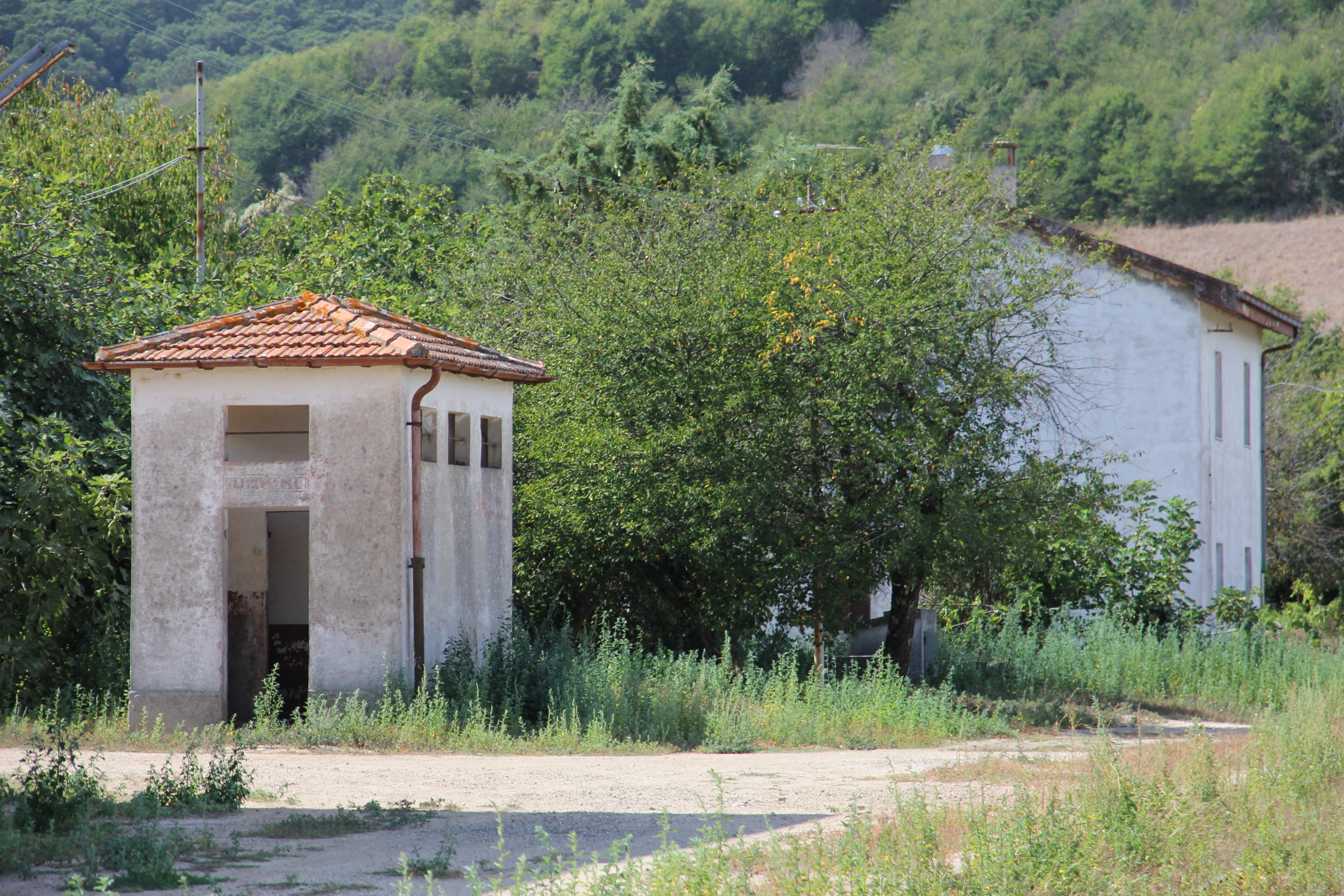
Il locale delle ritirate

La stazione è dotata di servizi igienici e di una sala d'attesa, tuttavia dato l'impresenziamento dell'impianto questa non è di norma accessibile all'utenza.
- Sala d'attesa
- Servizi igienici

## Interscambi
A breve distanza dalla stazione, lungo la SS 127 osservano fermata i bus delle autolinee extraurbane espletate dall'ARST, aventi come destinazione vari comuni della Gallura e del Limbara, tra cui l'abitato di Aggius.
- Fermata autobus